# Interculturalitat
La interculturalitat és el procés d'interacció entre cultures diferents i diverses (on totes menys una solen ser fruit de la immigració) que conviuen en un mateix territori. El que defensa l'interculturalisme és el fet de valorar totes les cultures per igual, la igualtat real entre aquestes i la importància que s'interrelacionin en tot moment a través del diàleg, la integració, el respecte i la bona convivència.
Tenir una actitud intercultural significa ser conscients que dins una comunitat conviuen diferents cultures i per tant, això implica un enriquiment mutu.
Segons la UNESCO, la interculturalitat és entesa com totes aquelles relacions evolutives entre diferents grups culturals, la interacció equitativa de diverses cultures i la possibilitat de crear noves expressions culturals compartides, així doncs, el repte més important és ser capaços de dissenyar i implementar noves estratègies de gestió de la diversitat.
Tot el que s'ha anomenat anteriorment, dona capacitat a un procés de comunicació intercultural el qual comporta una interacció entre diferents valors, normes de comportament i formes de percebre la realitat. Aquesta interacció dona lloc a una necessitat de desenvolupar competències interculturals, ja que si no fos així, les diferències interculturals derivarien a motius de conflicte com a causa dels diferents valors.

És molt important tenir present l'article 2 de la Declaració Universal dels Drets Humans el qual diu:
«Tothom té tots els drets i llibertats proclamats en aquesta Declaració, sense cap distinció de raça, color, sexe, llengua, religió, opinió política o de qualsevol altra mena, origen nacional o social, fortuna, naixement o altra condició».

## Etimologia
Interculturalitat és una paraula composta que prové del llatí "inter" (entre) i "cultura" (resultat o efecte de cultivar els coneixements humans) i significa: “interacció entre cultures”.
Per entendre millor el concepte d'interculturalitat, s'han d'entendre també els diferents conceptes que la defineixen:
- Cultura: Creació i realització de valors, normes i béns materials per l'ésser humà. La cultura depèn de cada societat, del temps, l'espai, o àmbit geogràfic, determinats d'un grup humà.[6]

- Raça: Fa referència a les característiques físiques hereditàries que té cada població en concret.

- Ètnia: Fa referència a la nacionalitat, al llenguatge i als trets racials i/o religiosos, és a dir, als factors culturals.[7]

- Minoria: Grup marginat o vulnerable que viu a l'ombra de poblacions majoritàries amb una ideologia cultural diferent i dominant. Comparteix valors i fonts d'autoestima provinents de fonts diferents a les de la cultura majoritària.[5]

## Origen i antecedents
La interculturalitat és un dels conceptes més reanomenats en diversos àmbits acadèmics i d'acció social. Un gran nombre de trobades científiques i de publicacions s'han dedicat els últims anys a estudiar la idea des de diferents perspectives. Parlem d'un concepte clau de la modernitat, de la cultura, de la comunicació i també de la convivència.
El sorgiment dels moviments com el feixisme i el nazisme van difondre el sentiment de superioritat de la seva raça '“ària” per justificar el genocidi que van exercir contra els jueus, gitanos i sobre aquelles persones amb una malaltia congènita o que patien algun tipus de discapacitat física. Com a resposta mundial a això, van aparèixer moviments de suport a favor de la diversitat, la tolerància i la interculturalitat, no només ètnica sinó també en altres categories, entre elles la sexual.
En l'àmbit d'organismes mundials es forma la UNESCO (Organització de les Nacions Unides per l'Educació, la Ciència i la Cultura) l'any 1945, any en què acaba la Segona Guerra Mundial. El final d'aquest conflicte va suposar l'inici del camí cap a la diversitat cultural, gràcies en part a la creació d'aquesta organització, la qual des d'aquell moment s'encarregà de la protecció de la diversitat cultural i també del diàleg intercultural. A més a més, els moviments socials de la dècada de la postguerra l'any 1960 van reviure l'interès per la diversitat.
Giner, Lamo de Espinosa i Torres (1998) en el seu Diccionario de Sociología descriuen l'aparició del terme en els segles xvi i xvii com un dels objectius propis de l'humanisme. Tot i això, no és fins a la primera meitat del segle xx quan cultura i interculturalitat es troben en la “comunicació intercultural”.
Segons Sáez Trujillo (2002), Marvin Harris en el seu llibre Antropología Cultural explica que tot i que l'interès per la cultura apareix des de l'antiguitat quan es trobaven dos grups culturals, no és fins a la il·lustració que no apareix l'intent sistemàtic d'estudiar la cultura.
Segons Sáez Trujilo (2002), Rodrigo Alsina (1999) realitza el primer treball específic en interculturalitat a finals dels anys cinquanta en l'obra de E. Hall (1959). Segons Rodrigo Alsina, a Espanya la interculturalitat apareix en els anys noranta a la Universitat Espanyola fonamentalment en Ciències de l'Educació i Ciències del Llenguatge. La interculturalitat s'ha convertit en poc temps en un objectiu d'ensenyança i aprenentatge paral·lel a la competència comunicativa pròpia.

## La construcció de la interculturalitat
Per ser capaços de parlar d'interculturalitat com a tal, cal explicar quines són les característiques bàsiques que la integren, és a dir, tots aquells components que permeten que la interculturalitat basada en el respecte, la diversitat i el diàleg es transporti a àrees pràctiques i reals.
- Tolerància: És el valor del respecte, l'acceptació i l'estima de la rica diversitat de les cultures del nostre món, de les nostres formes d'expressió. Fonamenten la tolerància el coneixement, l'actitud d'obertura, la comunicació i la llibertat de pensament, de consciència i de religió. La tolerància és la virtut que fa possible la pau, contribueix a substituir la cultura de guerra per la cultura de la pau.[14]

- Pluralisme: Parlem de pluralisme, en aquest cas pluralisme cultural, quan acceptem que és possible conviure amb societats, grups i ètnies diferents. I a més sense deixar que cap grup perdi la seva identitat i cultura pròpia.

- Multiculturalisme: El multiculturalisme implica reconèixer els drets de les ètnies minoritàries i que aquestes puguin tenir pròpies creences, pensaments i costums de manera lliure, sense que uns influeixin sobre els altres. No entén la diversitat la coexistència de diferents tradicions culturals dins d'un mateix territori com un problema, sinó com un aspecte positiu i beneficiós.

Relacionant els conceptes anteriors amb el d'interculturalitat observem que tenen una gran relació entre ells. Si som capaços d'integrar aquests valors, aconseguirem un interculturalisme social que permetrà que cada vegada convisqui una diversitat de cultures més gran en un territori que afavorirà la connexió d'aquests valors fonamentals.
Una comunicació intercultural és essencial i comporta conèixer, entendre, empatitzar i interessar-se amb  una cultura diferent, no només a través de la llengua, és a dir de la comunicació verbal, sinó d'una manera més extensa i complexa. Per això, cal veure-ho i entendre-ho com una font d'enriquiment, fomentant així una competència intercultural. Tenir una competència intercultural suposa doncs, tenir interès per conèixer una cultura sense rivalitats i comprenent totes les diferències que puguin haver-hi.
Així doncs per arribar a construir una societat acollidora i respectuosa amb tothom hem d'entendre la cultura com un fet social, d'interacció i basat en la diversitat i l'aprenentatge mutu amb les cultures diferents de la nostra.
Cap cultura hauria de ser subjecte d'inferioritat de condicions, ja que això comporta problemes de convivència a la societat. Hi ha tres característiques bàsiques que s'haurien de tenir en compte:
1. Totes les persones tenen la mateixa importància i mereixen el mateix respecte.
2. Com a éssers culturals, les persones són diferents, ja que posseeixen diferents formes de veure i fer les coses.
3. Cap forma de veure i de fer les coses mereix superioritat o dominància.

## La importància de la interculturalitat
La interculturalitat busca transformar la realitat en termes d'aprenentatge democràtic en la convivència, també busca la valoració positiva de les diferències i el reconeixement de les institucions escolars com a espais de creixement personal i comunitari.
L'educació intercultural té una gran importància com a promotora d'una ciutadania democràtica, reflexiva i crítica, en el marc de societats cada vegada més interconnectades entre si, però amb més pors i resistències a l'accelerat canvi social.
La interculturalitat en el nostre país, com en la resta de països de l'entorn europeu, es constitueix com una opció educativa i democràtica possible per gestionar adequadament problemàtiques com:
1. La reconstrucció d'identitats culturals plurals,
2. La promoció activa de la convivència escolar,
3. L'estímul en la formació inicial i permanent dels professionals de l'educació.

Tot això permetria encaminar-nos cap a models educatius més justos, democràtics, solidaris i de qualitat i cap l'aprofitament de la diversitat cultural.

## Context actual
El dia mundial de la diversitat cultural per al diàleg i el desenvolupament se celebra el dia 21 de maig des de l'any 2001 gràcies a la firma de la Declaració Universal de la UNESCO sobre la Diversitat Cultural. El dia ofereix una oportunitat d'aprofundir les nostres reflexions sobre els valors de la diversitat cultural per aprendre a poder conviure millor tots junts.
Aquesta declaració posa èmfasi en la necessitat que els governs disposin d'un marc normatiu per promoure la diversitat cultural mitjançant l'establiment de drets i obligacions, així com de programes que fomentin la comunicació, exhibició i difusió de materials de contingut cultural, sense tractar-los com a productes o béns de consum; alhora que promou i preserva aquesta diversitat existent.

## Polítiques d'integració, igualtat i accés a la ciutadania
No podem oblidar que en aquests últims temps estem rebent un nombre creixent d'immigrants i de refugiats, molts dels quals són menors estrangers no acompanyats (MENA) El repte social i pedagògic és enorme per continuar oferint una educació inclusiva de qualitat, apostant per l'èxit acadèmic de tot l'alumnat, així com pels valors de sostenibilitat, cultura de pau, igualtat de gènere i justícia social.

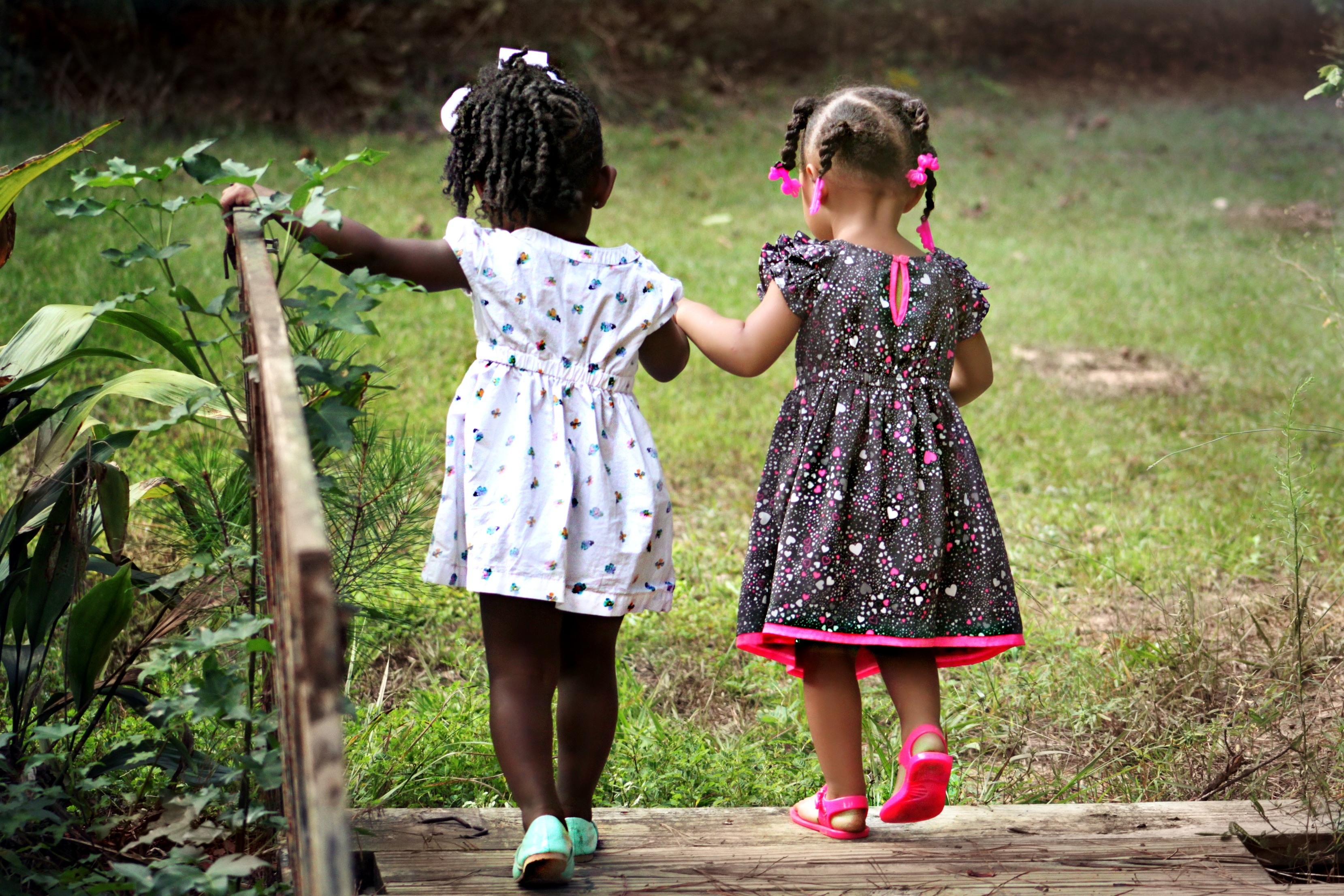
Dues nenes de diferent cultura i ètnia agafades de la mà.

Assumir i tenir clara l'arribada de moltíssimes persones procedents d'altres països, amb costums, llengües i religions diferents és un desafiament per a les polítiques d'integració de les societats d'acollida.

### Mesures d'acció positiva
Per aconseguir la igualtat, és necessari reconèixer la diversitat i promoure la participació de tots i totes en condicions equitatives, perquè com va dir Boaventura Sousa Santos:
"Les persones i els grups socials tenen el dret de ser iguals quan la diferència els inferioritza i el dret a ser diferents quan la igualtat els descaracteritza".
Les mesures d'acció positiva són un dels diversos mecanismes que podem utilitzar per garantir una major participació ciutadana. L'acció positiva, pot ser definida, segons el Comitè Per a La Igualtat Entre Homes I Dones del Consell d'Europa, com una estratègia destinada a establir la igualtat d'oportunitats per mitjà d'unes mesures temporals que permetin contrastar o corregir les discriminacions, això ajuda a desenvolupar el principi d'igualtat d'oportunitats i tendeix a corregir les desigualtats.
El que avui coneixem com acció afirmativa o acció positiva té el seu origen en el Dret antidiscriminatori que apareix en conseqüència de les denúncies de la població afroamericana, i altres minories i moviments de protesta social en la dècada dels 80 als Estats Units.
Quan es tenen en compte les mesures de discriminació positiva hi ha un grup que surt perjudicat. Per això a Europa s'ha detectat que les mesures de discriminació positiva envers els immigrants fan pujar els índexs de xenofòbia entre la població resident. A més, com més important és l'àmbit d'acció positiva: habitatge, treball, etc. es percep aquesta mesura amb més gravetat . Quan els individus que no pertanyen al grup o grups dominants prenen consciència de la seva posició d'inferioritat, exigeixen una resposta a l'Estat de Dret, el qual pot aplicar les mesures d'acció positiva.

### Les polítiques antidiscriminatòries
La igualtat de tracte i la prohibició de discriminació forma part de la base essencial dels drets fonamentals de la Unió Europea; així, la Carta dels Drets Fonamentals de la Unió Europea reconeix el principi general d'igualtat davant la llei i el principi de no discriminació.
A més, el TJCE (Tribunal de Justícia de la Unió Europea) ha reconegut com a dret fonamental el principi de no discriminació per raó de sexe o nacionalitat, fet que obliga a què qualsevol excepció al mateix dret sigui interpretada de forma estricta.

## Estudis

### EDUCAR
És una revista del servei de Revistes Digitals de la UAB (Universitat Autònoma de Barcelona) publicada pel Departament de Pedagogia Aplicada. Dins d'aquesta trobem el monogràfic «Interculturalitat i cultura de la diversitat en l'educació del segle XXI» volum 55, Núm. 1 (2019).
Aquest monogràfic, tracta de buscar la interculturalitat com una resposta pedagògica que busca el benestar i la qualitat de vida de tots els membres de la comunitat educativa amb la valoració positivista de la diversitat cultural i amb la recerca d'espais emocionals, ètics i actitudinals de trobada intercultural on s'analitza la diversitat cultural com un factor clau de desenvolupament social i comunitari. Tot això ho fa proposant un conjunt de recerques que aborden pràctiques pedagògiques orientades al desenvolupament pràctic de la interculturalitat com a proposta educativa inclusiva.
- «Diseño e implementación de una experiencia para trabajar la interculturalidad en Educación Infantil a través de realidad aumentada y códigos QR»,[25] dels professors de la Universitat de Granada Antonio-Manuel Rodríguez-García i Francisco Javier Hinojo-Lucena, i de Miriam Ágreda-Montoro, de la Universitat de Jaén, tots ells del grup de recerca AREA.[26]

Els últims anys s'han caracteritzat per l'increment i l'arribada a les aules escolars d'alumnes procedents de països diferents, units a l'augment d'una societat multicultural. Les necessitats que aquesta situació demanda han de treballar-se des d'edats primerenques en el sistema educatiu, per acostar els alumnes de la societat multicultural. Sent aquest el punt de partida per al seu disseny i implementació d'un projecte en què es treballa l'educació intercultural a través d'eines TIC emergents com són la realitat augmentada i els codis QR. Els resultats mostren la gran acceptació d'aquestes tecnologies, tant dels mestres en actiu com dels futurs docents, i la seva ocupació per treballar de manera innovadora els continguts didàctics, ressaltant una millora de la motivació, l'interès i la implicació dels seus alumnes.
- “La interculturalitat en el context universitari: necessitats en la formació inicial dels futurs professionals de l'educació” d'Alicia Peñalva Vélez, de la Universitat Pública de Navarra, i Juan José Leiva Olivencia, de la Universitat de Màlaga, posa de manifest la importància d'aprofundir en la interculturalitat en l'escenari de la formació intercultural i en el context de la formació superior a través d'una anàlisi pedagògico-intercultural sobre les actituds existents cap a la diversitat cultural, la interculturalitat i la cultura de la diversitat en l'espai universitari.[28]

La interculturalitat en l'educació superior universitària és un factor més de qualitat educativa, que implica la introducció d'aspectes com la convivència, la valoració i validació de l'altre, com també la interacció a través del mutu reconeixement. La formació inicial del professorat hauria de desenvolupar la competència intercultural com a combinació de capacitats com:
1. Les actituds positives cap a la diversitat cultural
2. La capacitat comunicativa
3. La capacitat de tractar conflictes en situacions interculturals
4. La capacitat de tenir consciència sobre la cultura pròpia i sobre com aquesta influeix en la visió i interpretació de la realitat.

Els objectius de l'estudi són analitzar les actituds d'una mostra d'alumnat sobre la immigració en el context educatiu i les seves percepcions sobre la interculturalitat. Els resultats indiquen que la mostra posseeix actituds positives cap a la interculturalitat.

### Revista Internacional de les Relacions Interculturals
- Facilitar l'adaptació i el contacte intercultural: el paper de la integració i la ideologia multicultural en els grups dominants i no dominants[30]

Les investigacions sobre aculturació han documentat que l'adaptació a una societat receptora es veu afectada per les estratègies d'aculturació dels immigrants i per les expectatives del grup dominant sobre la manera d'aculturar els immigrants.

Segons la Reial Acadèmia Espanyola (RAE) el concepte aculturar significa: 
 «Incorporar a un individu o a un grup humà elements culturals d'un altre grup» 
No obstant això, les expectatives d'aculturació han rebut poca atenció dels investigadors, i el suport al multiculturalisme poques vegades ha estat examinat des de la perspectiva dels immigrants. El present estudi va utilitzar el projecte MIRIPS (Mutual Intercultural Relations in Plural Societies) per investigar les experiències d'aculturació i les relacions interculturals a Hong Kong mitjançant la incorporació d'opinions mútues dels grups dominants i no dominants. També va provar el paper mediador de la tolerància del grup dominant cap als diferents grups culturals i la discriminació percebuda del grup no dominant. Es van reclutar dues mostres comunitàries, incloent residents de Hong Kong i immigrants de la Xina continental.
Entre els immigrants del continent, l'estratègia d'integració va predir l'adaptació psicològica i l'adaptació sociocultural. La ideologia multicultural va tenir un paper significatiu en el contacte intercultural amb la gent de Hong Kong. Entre els residents de d'aquesta ciutat, l'esperança d'integració preveia una adaptació psicològica. La ideologia multicultural va afectar indirectament el contacte intercultural amb els immigrants del continent a través de la mediació d'una major tolerància. Aquests resultats suggereixen que l'estratègia d'integració i l'esperança són més importants per al funcionament intrapersonal, mentre que la ideologia multicultural pot ser més important per facilitar les interaccions socials entre els membres de la societat de l'assentament i els immigrants en els sectors culturalment plurals.

### Language and Intercultural Communication
- Reconsiderar la competència intercultural (comunicació) en el lloc de treball: un enfocament dialèctic[34]

Els professionals de diferents disciplines (sociolingüística, educació lingüística, comunicació, negocis, etc.) han investigat i promogut la noció de competència en la interacció intercultural durant molts anys. Han abordat problemes complexos i proposen models específics de cultura i han aplicat aquests models en diversos contextos incloent la interacció en el lloc de treball. En aquest treball, examinen les hipòtesis sobre les identitats culturals dels treballadors en la investigació i la formació en competència intercultural. Aquests supòsits se centren en les característiques individuals, la motivació i els conjunts d'habilitats, sovint a través d'una lent eurocèntrica. Una perspectiva dialèctica planteja les característiques individuals de la competència amb actituds i lleis socials que afecten el tractament de les dones, el col·lectiu LGTBI i altres. Una perspectiva dialèctica pot ajudar-nos a entendre millor les oportunitats i les restriccions que enfronten les persones en llocs de treball de tot el món.